# La Manga Cup
La Manga Cup er en fodboldturnering der afvikles hver vinter på ferie- og sportscenteret La Manga Club, umiddelbart syd for La Manga i regionen Murcia i Spanien. Mange skandinaviske fodboldklubber, flest norske, har gennem årene deltaget i turneringen, som forberedelse til den hjemlige forårsturnering.
Finalen bliver spillet på La Manga Stadium.